# Biencourt-sur-Orge
 Biencourt-sur-Orge  là một xã thuộc tỉnh Meuse trong vùng Grand Est đông nam nước Pháp. Xã này nằm ở khu vực có độ cao trung bình 292 mét trên mực nước biển.